# イルジー・スターレク
イルジー・スターレク（Jiří Stárek, 1923年7月13日 - 2011年9月25日）は、チェコ出身の指揮者。
モチョヴィツェの生まれ。プラハ音楽院でヴァーツラフ・ターリヒとカレル・アンチェルに指揮法を師事。1952年に音楽院を卒業後は1953年までピルゼン放送交響楽団の指揮者を務めた。1953年から1968年までプラハ放送交響楽団の首席指揮者を務め、1964年からはプラハ・コレギウム・ムジクムも率いた。1968年から活動の本拠をドイツに移し、ドイツやイギリスの放送オーケストラを中心に客演を繰り返すようになったが、1976年から1980年までベルリンRIASシンフォニエッタ、1981年から1984年までトロンハイム交響楽団の首席指揮者を歴任。1989年から翌年にかけて西オーストラリア交響楽団の首席客演指揮者、1991年から翌年にかけてカイザースラウテルン・プファルツ劇場の音楽総監督を務め同じカイザースラウテルンのSWR放送管弦楽団にもしばしば客演して放送用の録音を残していたが、1996年にチェコに戻り、翌年までプラハ国立歌劇場プラハ国民劇場の首席指揮者を務めた。2003年にはカールスバート交響楽団の首席指揮者に就任。
教育者としてもフランクフルト音楽・舞台芸術大学の指揮科で教鞭を執り、1980年から1991年までは同大学の職業教育学部の学部長を務めていた。プラハにて没。